# House of Pain
House of Pain – amerykański zespół o irlandzkich korzeniach grający rap.

## Historia
Grupa została założona w 1992. Pierwszym utworem zespołu, który odniósł sukces, był Jump Around. Pierwsza płyta, House of Pain, pokryła się potrójną platyną. Everlast po wydaniu płyty Forever Everlasting zerwał kontakty z Ice-T i wraz z kolegami ze szkoły średniej, Danny Boyem i Dj Lethalem, założyli House of Pain. Zespół rozpadł się w 1996 roku po wydaniu płyty Truth Crushed to Earth Shall Rise Again. Everlast postanowił nagrać zupełnie coś innego niż dotychczas. DJ Lethal przyłączył się jako Dj do zespołu Limp Bizkit. Grupa wznowiła działalność w 2010 roku.

## Dyskografia

### Albumy
- House of Pain (1992)
- Same As It Ever Was (1994)
- Truth Crushed to Earth Shall Rise Again (1996)
- Shamrocks & Shenanigans (2004)

### Single
- Jump Around / HOP Anthem (1992)
- Shamrocks & Shenanigans (US) (1992)
- Shamrocks & Shenanigans / Who's The Man (UK) (1992)
- Top O' The Morning To Ya (Remix) (1992)
- Who's The Man? (1993)
- Legend EP (US) (1994)
- On Point (1994)
- Over There (I Don't Care) (1994)
- It Ain't Crime / Word Is Bond (UK, CD 1/2) (1994)
- Legend / It Ain't A Crime (UK, CD 2/2) (1994)
- Word Is Bond / Legend 12" (1995)
- Pass The Jinn (1996)
- Fed Up / Heart Full Of Sorrow feat. Sadat X (1996)
- Fed Up (Remix feat. Guru) (1996)